# Ali Sadr ad-Din al-Bayanuni
Ali Sadr ad-Din al-Bayanuni (auch Ali Sadreddin al-Bajanuni, arabisch علي صدر الدين البيانوني, DMG ʿAlī Ṣadr ad-Dīn al-Bayānūnī, französisch Ali Sadreddine al-Bayanouni, * 1938 in Aleppo, Syrische Republik) ist ein Führer der exilierten syrischen Muslimbruderschaft in London.
Der sunnitische Muslim diente von 1959 bis 1960 als Reserveoffizier der Syrischen Armee und wurde 1963 an der Universität Damaskus Anwalt. Er war am Islamischen Aufstand ab 1976 beteiligt. 1977 wurde er Führungsmitglied der syrischen Muslimbruderschaft und wanderte nach Jordanien aus. Er kam im Jahre 2000 im Vereinigten Königreich als politischer Flüchtling an, nachdem die jordanischen Behörden ihn wegen seiner islamistischen Aktivitäten auswiesen.
Von 1996 bis 2010 war er Oberster Leiter der syrischen Muslimbruderschaft.. Zu Beginn des syrischen Aufstandes gegen Baschar al-Assad 2011 unterstützt al-Bayanuni Gewalt zum Sturz des Regimes und ruft zu einer islamischen Revolution auf. Er wir dann 2012 Mitglied in der oppositionellen Nationalkoalition für Revolutions- und Oppositionskräfte.